# José Maria Cuenco
José María Cuenco (Carmen, 19 maggio 1885 – Jaro, 8 ottobre 1972) è stato un arcivescovo cattolico filippino.

## Biografia
Nacque a Carmen, nelle Filippine, il 19 maggio 1885. Era il figlio maggiore di Mariano Albao Cuenco e Remedios Diosomito. Suo padre, giornalista e cancelliere di corte, morì nel 1909. Sua madre crebbe le sorelle ed i fratelli di Jose, tra cui Mariano Jesús e Miguel, che divennero rispettivamente senatore e deputato. I Cuenco furono coinvolti nella stampa e nell'editoria come editori di giornali e proprietari di Imprenta Rosario, una delle prime tipografie di Cebu.

### Formazione e ministero sacerdotale
Si laureò presso l'Università di San Carlos a Cebu e Manila. Si laureò anche alla Georgetown University negli Stati Uniti, dove conseguì un dottorato in giurisprudenza. Cuenco decise di abbandonare la carriera di avvocato per entrare nel sacerdozio. Fu ordinato sacerdote l'11 giugno 1914.
Fu vicario generale della diocesi di Cebu dal 1925 e parroco fondatore della parrocchia di Santo Rosario dal 1933. 

### Ministero episcopale
Nel 1941 fu eletto vescovo titolare di Emeria e ausiliare di Jaro. Quattro anni dopo succedette a James Paul McCloskey come ordinario. Nel 1951, in concomitanza con l'elevazione della sede a metropolitana, ne divenne il primo arcivescovo metropolita. Nel 1957 ricevette una laurea honoris causa dalla Santa Clara University. Fu il fondatore-editore del giornale cattolico di Cebu El Boletin Catolico (1915-1930), continuando il lavoro di suo padre che era editore del pionieristico giornale cattolico di Cebu, Ang Camatuoran (1902-1911).
Scrisse e pubblicò una decina di libri, per lo più racconti dei suoi viaggi ed esperienze.
Morì a Jaro l'8 ottobre 1972 all'età di 87 anni.

## Genealogia episcopale e successione apostolica
La genealogia episcopale è:
- Cardinale Scipione Rebiba
- Cardinale Giulio Antonio Santori
- Cardinale Girolamo Bernerio, O.P.
- Arcivescovo Galeazzo Sanvitale
- Cardinale Ludovico Ludovisi
- Cardinale Luigi Caetani
- Cardinale Ulderico Carpegna
- Cardinale Paluzzo Paluzzi Altieri degli Albertoni
- Papa Benedetto XIII
- Papa Benedetto XIV
- Cardinale Enrico Enriquez
- Arcivescovo Manuel Quintano Bonifaz
- Cardinale Buenaventura Córdoba Espinosa de la Cerda
- Cardinale Giuseppe Maria Doria Pamphilj
- Papa Pio VIII
- Papa Pio IX
- Cardinale Gustav Adolf von Hohenlohe-Schillingsfürst
- Arcivescovo Salvatore Magnasco
- Cardinale Gaetano Alimonda
- Cardinale Giovanni Cagliero, S.D.B.
- Arcivescovo Guglielmo Piani, S.D.B.
- Arcivescovo José Maria Cuenco

La successione apostolica è:
- Arcivescovo Antonio Floro Frondosa (1952)